# Aeropuerto Internacional de Fresno-Yosemite
El Aeropuerto Internacional de Fresno-Yosemite, (del inglés: Fresno Yosemite International Airport) (IATA: FAT, OACI: KFAT, FAA LID: FAT) antiguamente conocido como Terminal Aérea de Fresno es un aeropuerto público conjunto civil-militar situado en al este de Fresno, en el Condado de Fresno, California. El aeropuerto está a más de 97 km (60 millas) al sur del parque nacional de Yosemite en la Ruta Estatal de California 41. El aeropuerto cubre 870 ha (2,150 acres) y tiene dos pistas de aterrizaje y un helipuerto. Es el centro de transporte aéreo más importante del Valle de San Joaquín, con servicio de las principales compañías aéreas a centros de conexiones aéreas en todo el oeste de Estados Unidos. Vuelos internacionales directos a Guadalajara, México, están disponibles a través de Aeroméxico y Volaris. Fresno fue la novena ruta internacional más transitada desde el Aeropuerto Internacional de Guadalajara en 2009. Es también el hogar de la Base Aérea de la Guardia Nacional de Fresno y del Ala de Combate 144 (144 FW) de la Guardia Nacional del Aire de California.

## Historia

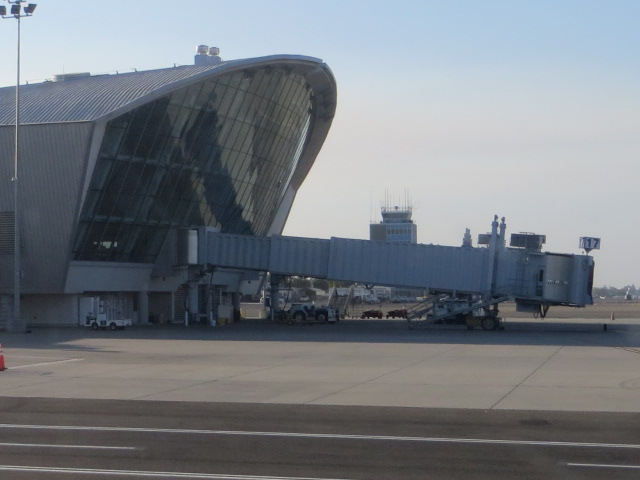
Edificio terminal principal de Fresno.

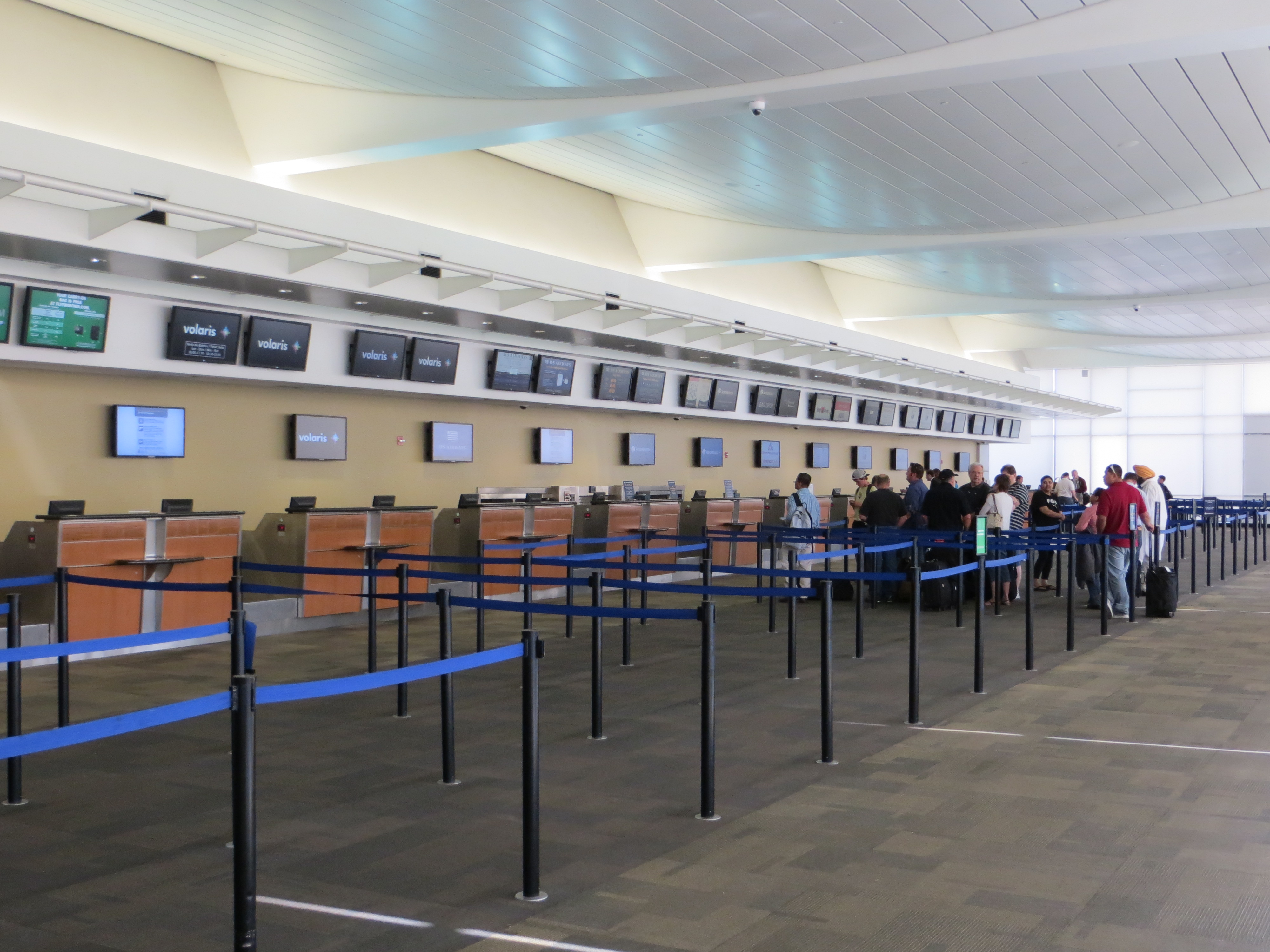
Mostradores de documentación del aeropuerto.

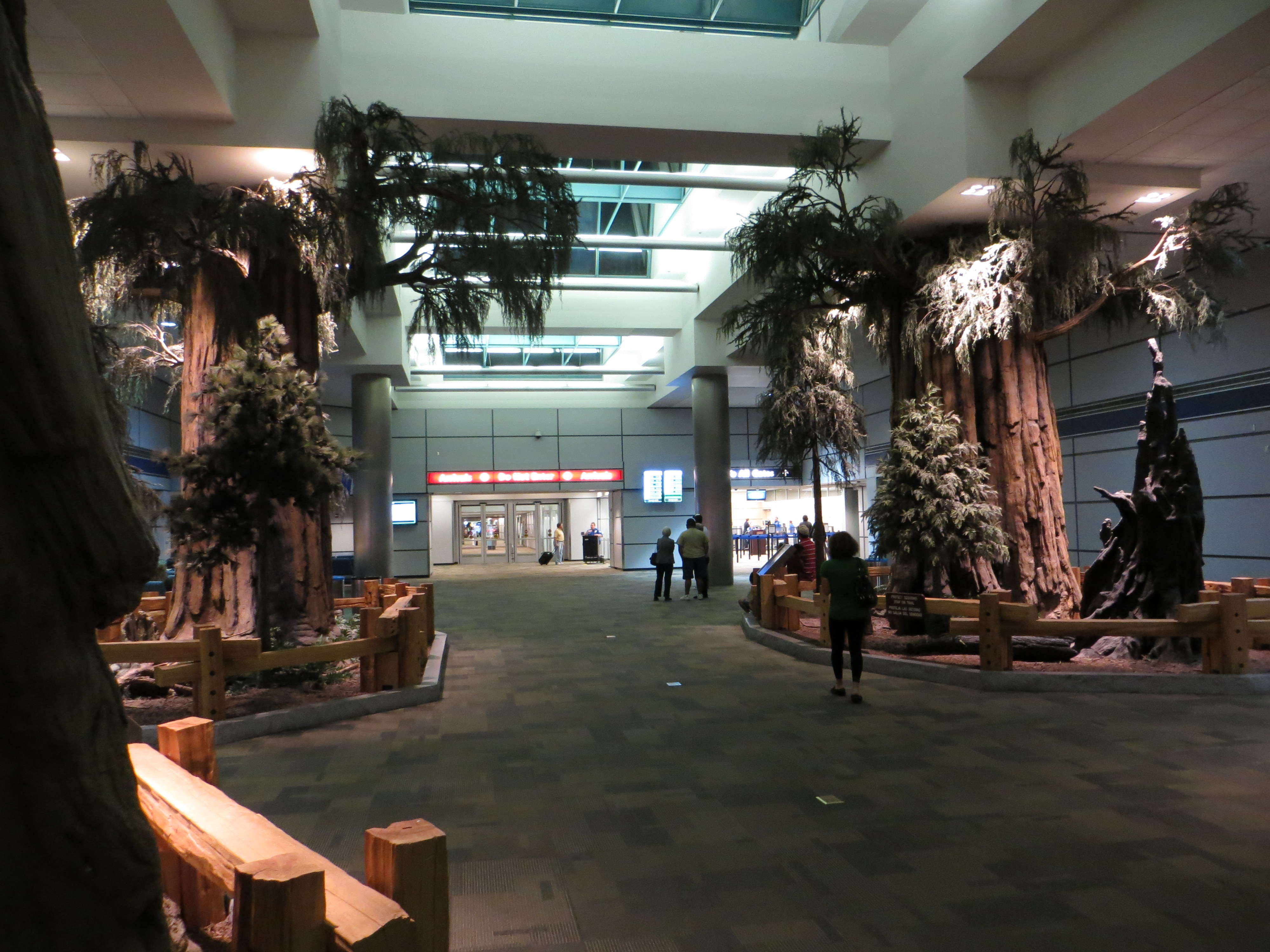
Árboles Secoya gigantes imitación dentro de la terminal.

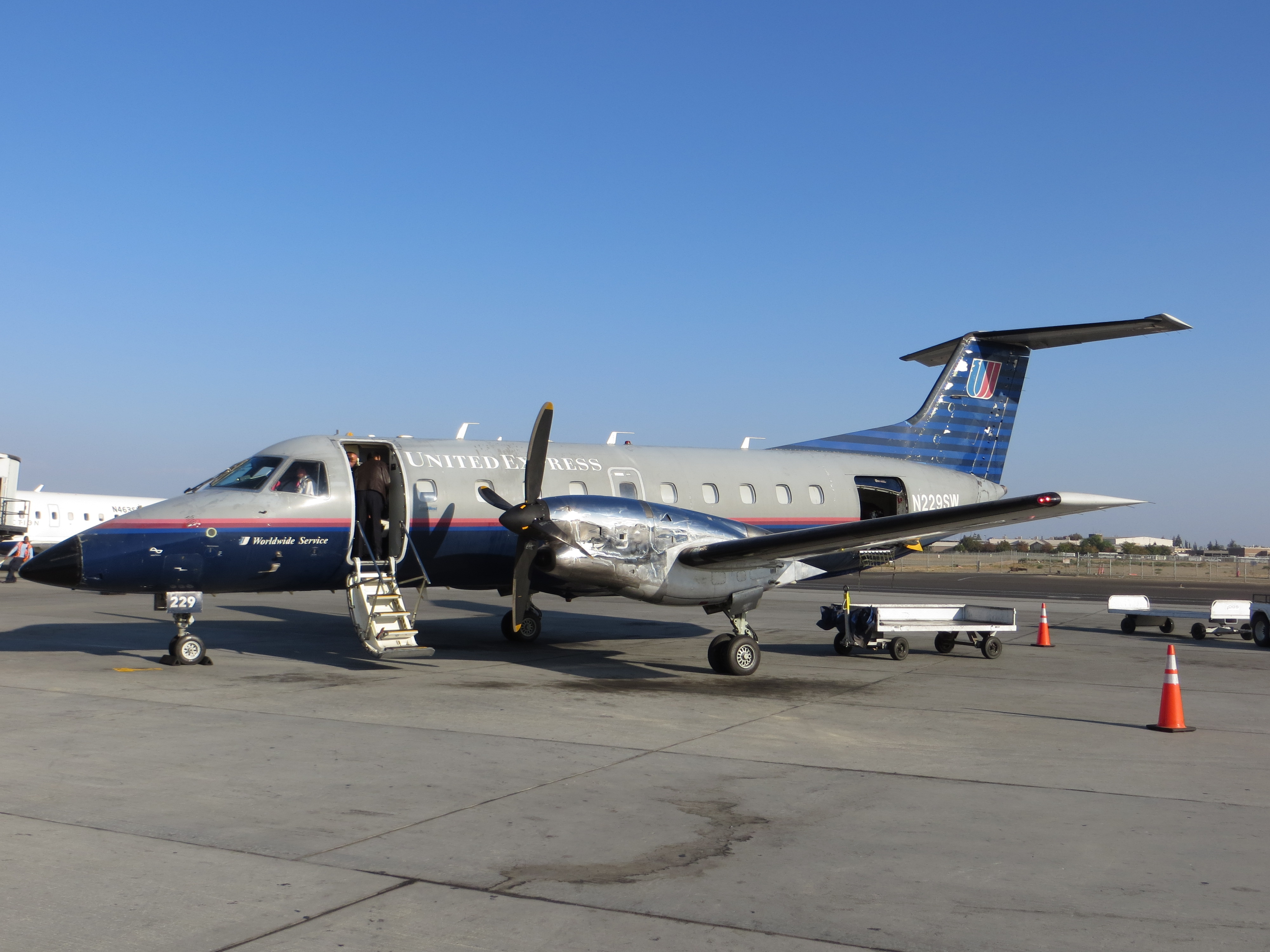
Un Embraer EMB 120 Brasilia de United Express en el aeropuerto en 2013.

El aeropuerto fue originalmente llamado Fresno Air Terminal. En 1988 la FAA (Asociación Federal de Aviación) designó el aeropuerto como un Punto de Entrada Internacional, haciéndolo elegible para vuelos internacionales. En 1995, el nombre fue cambiado para atraer visitantes fuera del estado relacionándolo con el parque nacional de Yosemite. Desde que se abrió, el aeropuerto ha pasado por muchas renovaciones y expansiones. En 2002, se construyó una nueva terminal de dos pisos y en 2006, un nuevo edificio de Inspecciones Federales (FIS) para que vuelos internacionales puedan llegar directamente a Fresno. Desde 2005, se encuentra en proceso de cambiar el código de aeropuerto de FAT a FYI.
Fresno también sirvió como jefatura de al menos dos aerolíneas. Desde el 1996-1998 Air 21 voló aviones Fokker F28 a diferentes destinos; lo más al este que volaba la aerolínea fue a Colorado Springs y lo más al oeste, San Francisco. Allegiant Air también llamó al aeropuerto de Fresno hogar, pero se movió a las jefaturas de Las Vegas.
Durante los años 80, era común ver aviones de pasajeros grandes llegar y salir de Fresno, pero en 1990 hubo un cambio y la mayoría de aviones grandes fueron remplazados por aviones pequeños de vuelos regionales. Además de los MD80 que dan servicio a Dallas de American Airlines, se están haciendo regresar los aviones grandes a Fresno. Mexicana, Frontier, y US Airways operan en aviones Airbus.

## Curiosidades
- Fresno completó el año 2006 con 1.281 millones de pasajeros viajando por Fresno Yosemite International
- Posee un sistema de aterrizaje de categoría IIIB, uno de los más sofisticados del país, que es necesario para navegar por la neblina del valle en el invierno.

## Instalaciones y aeronaves
El Aeropuerto Internacional Fresno Yosemite abarca una superficie de 699 ha (1,728 acres) a una altitud de 336 pies (102 m) por encima del nivel del mar. Dispone de dos pistas de aterrizaje de asfalto: la 11L/29R de 9,227 por 150 pies (2,812 por 46 m) y la 11R/29L de 7,205 por 100 pies (2,196 por 30 m). También cuenta con un helipuerto, con desgnación H1, que mide 70 por 70 pies (21 por 21 m).
Para el período de 12 meses al 30 de septiembre de 2009, el aeropuerto tuvo 143,945 operaciones de aeronaves, un promedio de 394 por día: el 65% de aviación general, el 18% de taxi aéreo, 10% comercial regular, y el 8% militar. En ese momento había 195 aeronaves con base en este aeropuerto: 47% de un solo motor, el 23% multi-motor, el 6% de jets, el 11% de helicópteros y 13% de militares.

## Pasajeros totales
En 2014, 1,442,026 pasajeros volaron a través del Aeropuerto Internacional de Fresno-Yosemite, rompiendo el récord anterior de 2013.
En 2013, 1,401,582 pasajeros llegaron y se marcharon a través del Aeropuerto Internacional de Fresno-Yosemite, superando el récord anterior de 1,318,493 pasajeros en 2007 en un 6.3%. Este incremento ha contribuido a la introducción aviones más grande tipo jet y nuevos destinos. Los vuelos desde y hacia el del Aeropuerto Internacional de Fresno-Yosemite promediaron un factor de ocupación del 82% en 2013.
En 2011 más de 1.2 millones de pasajeros viajaron a través del Aeropuerto Internacional de Fresno-Yosemite, un aumento del 6.4% con respecto a 2010.
Fresno finalizó el 2006 con 1,281 millones de pasajeros que viajaron a través de Aeropuerto Internacional de Fresno-Yosemite, un aumento del 7.54% respecto al 2005.
Fresno finalizó el 2007 con 1,382 millones de pasajeros que viajaron a través de Aeropuerto Internacional de Fresno-Yosemite, un aumento del 3.13% respecto al 2006.
Las líneas aéreas más importantes en Fresno son Skywest Airlines para United Express y Delta Connection (36.29%), Mesa Airlines de US Airways Express (16.97%), American Airlines (12.77%) y Horizon Air (9.92%).

## Aerolíneas y destinos

### Pasajeros
| Aerolíneas         | Destinos                                                                              |
| ------------------ | ------------------------------------------------------------------------------------- |
| Aeroméxico         | Guadalajara                                                                           |
| Alaska Airlines    | Portland (OR), San Diego, Seattle/Tacoma Estacional: Guadalajara                      |
| Allegiant Air      | Las Vegas, Portland (OR)                                                              |
| American Airlines  | Dallas/Fort Worth, Phoenix–Sky Harbor                                                 |
| American Eagle     | Phoenix–Sky Harbor                                                                    |
| Delta Air Lines    | Atlanta (finaliza el 7 de septiembre de 2025)                                         |
| Delta Connection   | Salt Lake City                                                                        |
| Southwest Airlines | Denver, Las Vegas, San Diego (inicia el 2 de octubre de 2025) Estacional: Dallas–Love |
| United Airlines    | Denver Estacional: Chicago–O’Hare                                                     |
| United Express     | Denver, Los Ángeles, San Francisco                                                    |
| Volaris            | Guadalajara, León/Bajío, Morelia                                                      |

La gran mayoría del tráfico aéreo dentro y fuera del aeropuerto es de aviones privados. Solo el 7% del tráfico aéreo es comercial, el 6% es militar y el resto es privado.

### Carga
| Aerolíneas    | Destinos                                                 |
| ------------- | -------------------------------------------------------- |
| Ameriflight   | Burbank, Ontario, Santa María                            |
| FedEx Express | Denver, Grand Junction, Memphis, Oakland, Tulsa, Visalia |
| UPS Airlines  | Louisville, Ontario                                      |

### Destinos nacionales
Se brinda servicio a 13 ciudades dentro del país a cargo de 8 aerolíneas.
| Destinos nacionales del Aeropuerto de Fresno FAT ATL ORD DFW DAL DEN LAS LAX PHX PDX SLC SAN SFO SEA | Destinos nacionales del Aeropuerto de Fresno FAT ATL ORD DFW DAL DEN LAS LAX PHX PDX SLC SAN SFO SEA | Destinos nacionales del Aeropuerto de Fresno FAT ATL ORD DFW DAL DEN LAS LAX PHX PDX SLC SAN SFO SEA | Destinos nacionales del Aeropuerto de Fresno FAT ATL ORD DFW DAL DEN LAS LAX PHX PDX SLC SAN SFO SEA | Destinos nacionales del Aeropuerto de Fresno FAT ATL ORD DFW DAL DEN LAS LAX PHX PDX SLC SAN SFO SEA | Destinos nacionales del Aeropuerto de Fresno FAT ATL ORD DFW DAL DEN LAS LAX PHX PDX SLC SAN SFO SEA | Destinos nacionales del Aeropuerto de Fresno FAT ATL ORD DFW DAL DEN LAS LAX PHX PDX SLC SAN SFO SEA | Destinos nacionales del Aeropuerto de Fresno FAT ATL ORD DFW DAL DEN LAS LAX PHX PDX SLC SAN SFO SEA | Destinos nacionales del Aeropuerto de Fresno FAT ATL ORD DFW DAL DEN LAS LAX PHX PDX SLC SAN SFO SEA | Destinos nacionales del Aeropuerto de Fresno FAT ATL ORD DFW DAL DEN LAS LAX PHX PDX SLC SAN SFO SEA |
| Destinos                                                                                             | United Airlines                                                                                      | Southwest Airlines                                                                                   | Alaska Airlines                                                                                      | American Airlines                                                                                    | Delta Air Lines                                                                                      | Allegiant Air                                                                                        | Otra                                                                                                 | # | |
| --- | --- | --- | --- | --- | --- | --- | --- | --- | --- |
| Atlanta (ATL)                                                                                        | | | | | • | | | 1 | |
| Chicago (ORD)                                                                                        | • | | | | | | | 1 | |
| Dallas (DFW)                                                                                         | | | | • | | | | 1 | |
| Dallas (DAL)                                                                                         | | • | | | | | | 1 | |
| Denver (DEN)                                                                                         | • | • | | | | | | 2 | |
| Las Vegas (LAS)                                                                                      | | • | | | | • | | 2 | |
| Los Ángeles (LAX)                                                                                    | • | | | | | | | 1 | |
| Phoenix (PHX)                                                                                        | | | | • | | | | 1 | |
| Portland (PDX                                                                                        | | | • | | | • | | 2 | |
| Salt Lake City (SLC)                                                                                 | | | | | • | | | 1 | |
| San Diego (SAN)                                                                                      | | • | • | | | | | 2 | |
| San Francisco (SFO)                                                                                  | • | | | | | | | 1 | |
| Seattle (SEA)                                                                                        | | | • | | | | | 1 | |
| Total                                                                                                | 4 | 4 | 3 | 2 | 2 | 2 | 0 | 13                                                                                                   | |

### Destinos internacionales
Se ofrece servicio a 3 destinos internacionales, a cargo de 3 aerolíneas.
| Ciudades por países                     | Nombre del aeropuerto                                | Aerolíneas                                          |              |              |
| Norteamérica                            | Norteamérica                                         | Norteamérica                                        | Norteamérica | Norteamérica |
| --------------------------------------- | ---------------------------------------------------- | --------------------------------------------------- | ------------ | ------------ |
| México (3 destinos, 3 aerolíneas)       |                                                      |                                                     |              |              |
| Guadalajara                             | Aeropuerto Internacional de Guadalajara              | Aeroméxico / Alaska Airlines (Estacional) / Volaris |              |              |
| León                                    | Aeropuerto Internacional del Bajío                   | Volaris                                             |              |              |
| Morelia                                 | Aeropuerto Internacional General Francisco J. Múgica | Volaris                                             |              |              |
| Total: 3 destinos, 1 país, 3 aerolíneas |                                                      |                                                     |              |              |

## Estadísticas

### Rutas más transitadas
| Número | Ciudad                    | Pasajeros | Aerolínea                         |
| ------ | ------------------------- | --------- | --------------------------------- |
| 1      | Dallas, Texas             | 218,000   | American Airlines                 |
| 2      | Las Vegas, Nevada         | 217,000   | Allegiant Air                     |
| 3      | Denver, Colorado          | 132,000   | United Express                    |
| 4      | Phoenix, Arizona          | 123,000   | American Airlines, American Eagle |
| 5      | Seattle, Washington       | 87,000    | Alaska Airlines                   |
| 6      | Salt Lake City, Utah      | 68,000    | Delta Connection                  |
| 7      | San Diego, California     | 67,000    | Alaska Airlines                   |
| 8      | San Francisco, California | 59,000    | United Express                    |
| 9      | Los Ángeles, California   | 46,000    | American Eagle, United Express    |
| 19     | Portland, Oregón          | 36,000    | Alaska Airlines                   |

### Tráfico anual
| Año  | Pasajeros | Cambio  | Total de pasajeros del Aeropuerto Internacional de Fresno Yosemite, 2002-presente (en millones) |
| ---- | --------- | ------- | ----------------------------------------------------------------------------------------------- |
| 2002 | 908,314   | -       |                                                                                                 |
| 2003 | 915,911   | 0.7%    |                                                                                                 |
| 2004 | 1,031,291 | 12.6%   |                                                                                                 |
| 2005 | 1,092,130 | 5.9%    |                                                                                                 |
| 2006 | 1,189,967 | 8.9%    |                                                                                                 |
| 2007 | 1,248,255 | 4.9%    |                                                                                                 |
| 2008 | 1,273,813 | 2.0%    |                                                                                                 |
| 2009 | 1,128,695 | 11.4%   |                                                                                                 |
| 2010 | 1,146,685 | 1.6%    |                                                                                                 |
| 2011 | 1,159,989 | 1.2%    |                                                                                                 |
| 2012 | 1,240,286 | 6.9%    |                                                                                                 |
| 2013 | 1,328,972 | 7.1%    |                                                                                                 |
| 2014 | 1,390,704 | 4.6%    |                                                                                                 |
| 2015 | 1,392,070 | 0.1%    |                                                                                                 |
| 2016 | 1,540,623 | 10.6%   |                                                                                                 |
| 2017 | 1,504,763 | 2.3%    |                                                                                                 |
| 2018 | 1,765,963 | 17.36%  |                                                                                                 |
| 2019 | 1,964,489 | 11.24%  |                                                                                                 |
| 2020 | 990,627   | 49.57%  |                                                                                                 |
| 2021 | 1,948,313 | 96.67%  |                                                                                                 |
| 2022 | 2,181,841 | 11.997% |                                                                                                 |
| 2023 | 2,449,418 | 12.26%  |                                                                                                 |
| 2024 | 2,672,881 | 9.1%    |                                                                                                 |

## Primeros
- FAT fue el primer aeropuerto en el país en implementar un sistema de reconocimiento facial antiterroristas, poco después de los atentados del 11 de septiembre de 2001.
- El primer aeropuerto del país en instalar un sistema inalámbrico por internet (PASSUR Pantalla de información de vuelo) para anunciar las llegadas y salidas de vuelos.

## Militar
- El Ala 144 de Combate de la Guardia Nacional Aérea de California tiene su base en el Aeropuerto Internacional Fresno Yosemite.[11]
- La Guardia Nacional del Ejército de California mantiene un depósito de reparación de aviación (AVCRAD) en el aeropuerto. La misión de esta unidad es realizar mantenimiento de alto nivel y reparación de las aeronaves del Ejército. Su jurisdicción abarca una región de 15 estados en el oeste de Estados Unidos.
- Tanto el Servicio Forestal de los Estados Unidos como el Departamento Forestal de California operan una Base Aérea en el aeropuerto para la lucha contra los incendios forestales con aviones cisterna.

## Aeropuertos cercanos
Los aeropuertos más cercanos son:
- Aeropuerto Municipal de Visalia (57km)
- Aeropuerto Regional de Merced (91km)
- Aeropuerto Mammoth Yosemite (122km)
- Aeropuerto de la ciudad-condado de Modesto (145km)
- Aeropuerto Meadows Field (160km)